# V. Mikhaél bizánci császár
V. (Kalaphatész) Mikhaél, eredetileg Mikhaél Kalaphatész, magyarosan V. Mihály (görögül: Μιχαήλ Ε΄ Καλαφάτης, 1022 – 1042. augusztus 24.) a Bizánci Birodalom császára (uralkodott 1041. december 10-től 1042. április 20-ig), Zóé császárnő adoptált fia, IV. Mikhaél unokaöccse volt.
Trónszerzését Jóannész Orphanotrophosz, IV. Mikhaél teljhatalmú minisztere és fivére, egy intrikus eunuch-szerzetes szervezte meg, látva fivére egyre súlyosbodó betegségét. Unokaöccsüket, az apja foglalkozásáról Kalaphatésznek („hajódugarozó”) nevezett Mikhaélt ezért örökbe fogadtatta Zóé császárnéval, aki egyúttal kaiszari rangot is adott neki. IV. Mikhaél halálát követően így ő örökölte meg a trónt, mint V. Mikhaél. Uralkodása rendkívül rövid ideig tartott: előbb nagybátyját száműzte, ami meglehetősen népszerű döntés volt, majd megpróbált megszabadulni nevelőanyjától. Amikor azonban kolostorba küldte a legitim uralkodónőt, a fővárosi klérus, hivatali nemesség és köznép összefogott ellene, és megfosztották trónjától. Mikhaélt megvakították, kasztrálták és kolostorba száműzték, ahol rövidesen meghalt. Halálával Zóéra és húgára, Theodórára szállt a trón, ám Zóé rövidesen ismét megházasodott.

## Külső hivatkozások
- Georg Ostrogorsky: A bizánci állam története. Budapest, Osiris, 2003. ISBN 963-389-383-6
- Magyar István Lénárd: Bizánc a makedón dinasztia idején. In: Európa ezer éve: a középkor. (I. kötet) Szerk.: Klaniczay Gábor. Budapest, Osiris, 2005. pp. 282–288

| Előző uralkodó: IV. Mikhaél | Bizánci császár 1041 – 1042 | Következő uralkodó: Zóé és Theodóra |